# Ray Famechon
Ray Famechon (* 8. November 1924 in Sous-le-Bois-Maubeuge, Frankreich; † 21. Januar 1978 in Paris) war ein französischer Boxer. Er war Europameister bei den Berufsboxern im Federgewicht.

## Werdegang

### Amateurlaufbahn
Ray Famechon war schon in seiner kurzen Zeit als Amateurboxer recht erfolgreich. Er wurde 1942 französischer Meister im Fliegengewicht. Insgesamt bestritt er als Amateur 125 Kämpfe und erzielte dabei 123 Siege (!).

### Profilaufbahn
Am 12. November 1944 begann Ray Famechon in Paris mit einem technischen K.-o.-Sieg in der 3. Runde über seinen Landsmann Marcel Marechal seine Profikarriere. In den ersten 18 Kämpfen seiner Laufbahn, die alle in Frankreich stattfanden, blieb er Sieger. Bei seinem ersten Auslandsstart am 6. Februar 1946 in Brüssel musste er dann gegen den belgischen Meister im Leichtgewicht Josef Preys seine erste Niederlage einstecken, als er gegen diesen Boxer nach zehn Runden nach Punkten verlor. Vorher war er allerdings schon am 29. September 1945 in Paris durch einen Punktsieg nach zwölf Runden über Paul Dogniaux französischer Meister im Federgewicht geworden und hatte diesen Titel am 31. Januar 1946 in Rouen gegen Joseph Parisis durch einen techn. K.-o.-Sieg in der 9. Runde erstmals erfolgreich verteidigt.
In den Jahren 1945 und 1946 verteidigte er seinen französischen Meistertitel im Federgewicht noch erfolgreich gegen Roger Tison und Louis Orsini. Am 29. März 1947 gelang ihm in der Revanche gegen Josef Preys in Brüssel ein Punktsieg und am 28. April 1947 besiegte er in London den Engländer Ronnie Clayton (Boxer) nach Punkten und erkämpfte sich damit das Herausforderungsrecht an den englischen Europameister Al Philipps. Der EM-Kampf Famechon gegen Philipps fand am 27. April 1947 in London statt und endete mit der Disqualifikation von Ray Famechon, weil er Al Philipps in der 8. Runde mit einem Kopfstoß zu Boden gestreckt hatte und dieser nicht mehr weiterboxen konnte. Dieser unbeabsichtigte Kopfstoß war großes Pech für Ray Famechon, denn er war in diesem Kampf klar auf der Siegesstraße. Er hatte Al Philipps in der 7. Runde fünfmal zu Boden geschickt.
Am 26. Januar 1948 besiegte Ray Famechon im Palais des Sports in Paris den starken Belgier Kid Dussart nach Punkten und wurde am 22. März 1948 in Nottingham durch einen Punktsieg nach 15 Runden über Ronne Clayton, der zwischenzeitlich Al Philipps den EM-Titel im Federgewicht abgenommen hatte, neuer Europameister im Federgewicht.
Diesen Titel verteidigte er am 20. November 1948 in Charleroi durch einen Punktsieg über den Belgier Jean Machterlinck und am 18. November 1949 in Manchester durch einen Punktsieg nach 15 Runden über Ronnie Clayton erfolgreich. Am 17. März 1950 erhielt Ray Famechon die große Chance im Madison Square Garden zu New York City gegen den amtierenden Federgewichts-Weltmeister Willie Pep um dessen Titel zu kämpfen. Ray Famechon hatte in diesem Kampf aber keine Siegchance und verlor einstimmig nach Punkten. Alle drei Punktrichter sahen ihn dabei von den 15 Runden nur in drei Runden im Vorteil. Die anderen Runden hatte Willie Pep für sich entschieden.
Am 29. Juli 1950 gewann Ray Famechon in einer weiteren Titelverteidigung in Madrid über den Spanier Luis de Santiago in der 3. Runde durch K. o. und besiegte am 28. Juni 1951 in der Mailänder Vigorelli-Radrennbahn seinen italienischen Herausforderer Alvaro Cerasani durch techn. K. o. in der 13. Runde. Zwischen diesen Kämpfen hatte Ray Famechon in den USA und in Kanada einige Kämpfe bestritten und dabei am 6. März 1951 eine kuriose Niederlage erlitten, als er in Cincinnati gegen Eddie Burgin kämpfte, der ihn in der ersten und zweiten Runde jeweils einmal zu Boden schickte. Nach dem zweiten Niederschlag fragte der Ringrichter Ray Famechon ob er aufgeben wolle und dieser antwortete „no, no quit“ (nein, keine Aufgabe), was der Ringrichter falsch verstand und den Kampf abbrach.
In Europa blieb Ray Famechon auch weiterhin die Nummer eins im Federgewicht. Er kämpfte am 9. Februar 1952 in Brüssel gegen den neuen belgischen Star Jean Sneyers in einem Nichttitelkampf unentschieden und verteidigte seinen EM-Titel am 21. April 1952 in Nottingham durch einen Punktsieg über Ronnie Clayton und am 9. Oktober 1952 in Mailand durch einen K.-o.-Sieg in der 4. Runde über den Italiener Nello Bardadero erfolgreich. Am 17. Januar 1953 besiegte er dann Jean Sneyers in Brüssel nach Punkten.
Am 17. Oktober 1953 kam es in Brüssel zum dritten Kampf zwischen Famechon und Sneyers. Diesmal ging es dabei um den EM-Titel. In einer ausgeglichenen Begegnung sahen die Punktrichter Sneyers knapp vorne, der damit neuer Europameister wurde. Ray Famechon gab aber nicht auf und holte sich am 20. September 1954 in Paris durch einen techn. K.-o.-Sieg in der 3. Runde über Jean Sneyers den EM-Titel zurück. Sneyers war in der 2. Runde mehrmals am Boden und gab den für ihn aussichtslos gewordenen Kampf im Verlauf der dritten Runde auf. In dem Bestreben einen weiteren Weltmeisterschaftskampf zu bekommen boxte Ray Famechon am 25. Oktober 1954 in Paris gegen Ex-Weltmeister Sandy Saddler aus den USA. Nach mehreren Niederschlägen gab die Ecke von Ray Famechon in der Pause von der 5. zur 6. Runde den Kampf auf.
Den EM-Titel verteidigte Ray Famechon aber noch zweimal erfolgreich. Am 29. Januar 1955 schlug er in Mailand den Italiener Sergio Milan nach 15 Runden nach Punkten und gewann am 27. Mai 1955 in Dublin gegen den Iren Billy Kelly mit dem gleichen Resultat. Am 3. November 1955 verlor er dann in Paris seinen EM-Titel endgültig. Der Spanier Fred Galiana besiegte ihn in der 6. Runde durch techn. K. o. (Aufgabe von Ray Famechon).
Den letzten Kampf seiner langen Laufbahn bestritt Ray Famechon am 2. Oktober 1956 in London. Dabei musste er von dem Engländer Bobby Neill in der 5. Runde eine bittere K.-o.-Niederlage hinnehmen.

### Nach der Box-Karriere
Obwohl Ray Famechon in seiner Boxer-Karriere gute Börsen erhielt, war ihm am Ende kaum etwas davon geblieben. Das was er hatte, steckte er in eine Wäscherei, die er im Pariser Stadtteil Montmartre betrieb. Zu Beginn der 1960er Jahre musste er Konkurs anmelden und arbeitete danach als Hilfsarbeiter. Er starb schon am 29. Januar 1978. Als er beerdigt wurde, wusste niemand, wer da auf seinem letzten Gang war. Er, der über zehn Jahre lang das französische Boxpublikum begeistert hatte, war vergessen.